# Isodiscodes hyroglyphicata
Isodiscodes hyroglyphicata är en fjärilsart som beskrevs av J. Peter Maassen 1890. Isodiscodes hyroglyphicata ingår i släktet Isodiscodes och familjen mätare. Inga underarter finns listade i Catalogue of Life.